# سلام فياض

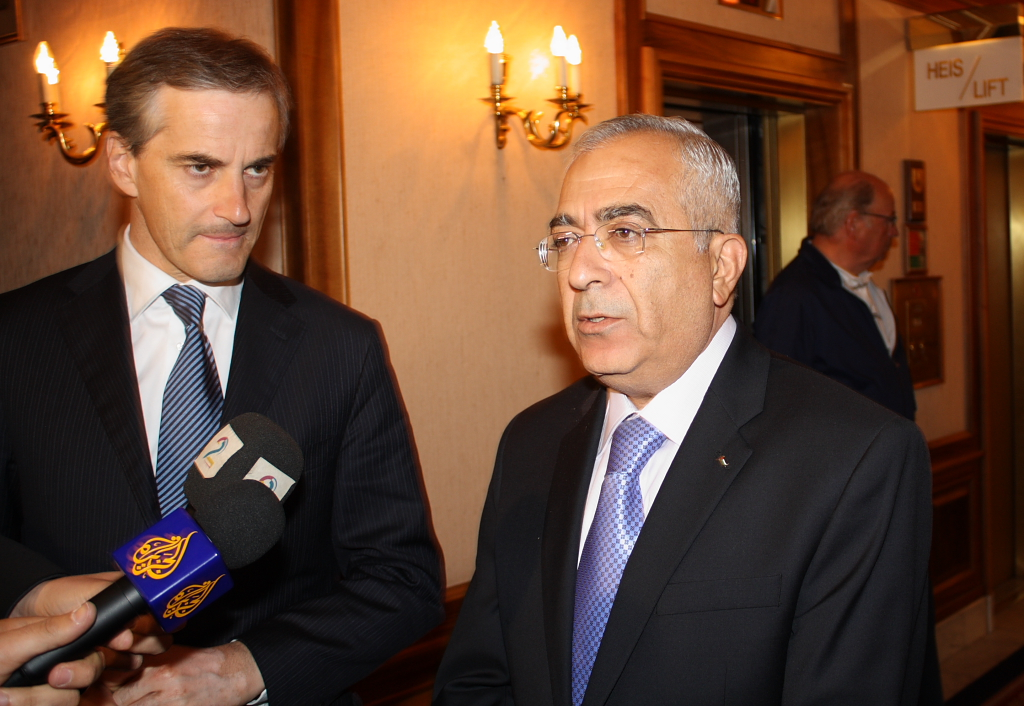
سلام فياض

سلام خالد عبد الله فياض خضر (وُلد في 12 أبريل 1952 في نابلس) سياسي واقتصادي فلسطيني. شغل منصب رئيس الوزراء في الحكومة الفلسطينية في الضفة الغربية ومقرها رام الله ، وتم تعيينه بهذا المنصب بقرار رئاسي في 15 يونيو 2007، واستقال من منصبه كرئيس للوزراء الخميس 11 أبريل 2013 ، وقد قبل الرئيس الفلسطيني محمود عباس استقالته، وكلفه بتسيير مهام الحكومة لحين تشكيل حكومة فلسطينية جديدة.

## النشأة والتعليم
ولد سلام فياض في مدينة نابلس لأسرة من بلدة دير الغصون بقضاء طولكرم، انتقل بعد حرب 1967م مع إسرته للعيش في الأردن. حصل سلام فياض على درجة البكالوريوس في الهندسة من (الجامعة الأمريكية في بيروت) في عام 1975م، ثم انتقل إلى (أمريكا) حيث حصل في عام 1980 على درجة الماجستير في المحاسبة من جامعة سانت ادوارد في ولاية تكساس (الأمريكية) وفي عام 1986 حصل على درجة الدكتوراه في الاقتصاد من جامعة تكساس (الأمريكية).
- الخبرة العملية: 
بعد حصوله على الدكتوراه في الاقتصاد مباشرة، عمل في (رئاسة البنك الدولي) في واشنطن، حيث تقلد وظيفة (مساعد المدير التنفيذي)، ثم بعد ذلك تمت ترقيته بسرعة إلى منصب (مستشار المدير التنفيذي) واستمر في هذه الوظيفة من عام 1992 وحتى عام 1995 م.
 بعد توقيع اتفاقية أوسلو في عام 1993 م، تم تحويل وظيفة الدكتور سلام فياض من البنك الدولي إلى (صندوق النقد الدولي) وتولي منصب الممثل المقيم في القدس لصندوق النقد الدولي كممثل للسلطة الفلسطينية، واستمر عمله خلال الفترة من عام 1995 وحتى عام 2001 . بعد ذلك تحول إلى (البنك العربي) في وظيفة المدير الإقليمي للبنك لدى السلطة الفلسطينية.
في عام 2002، وبضغط مكثف من الولايات المتحدة والاتحاد الأوروبي، قام الزعيم الفلسطيني الراحل ياسر عرفات بتعيين سلام فياض في منصب وزير المالية الفلسطيني، وبعد تعيينه كوزير وافقت الولايات المتحدة والاتحاد الأوروبي على تقديم المزيد من المعونات والمساعدات، بحيث وصل حجم الميزانية المتاحة أمامه مبلغ 1,28 مليار دولار.
إضافة إلى منصب وزير المالية، فقد تولى سلام فياض منصب وزير الزراعة، ووزير السياحة، ووزير الاقتصاد الوطني، ووزير الطاقة، ووزير التخطيط.

بعد استقالة محمود عباس السابقة من مجلس الوزراء الفلسطيني، تم تعيين سلام فياض كوزير في حكومة رئيس الوزراء أحمد قريع، وذلك حتى نهاية عام 2005. وفي مطلع عام 2006 خاص سلام فياض الإنتخابات التشريعية الفلسطينية ضمن (حزب الطريق الثالث) الذي قام بتأسيسه، واستطاع هذا الحزب الحصول على مقعدين في البرلمان الفلسطيني.

## الحياة العملية

### دخوله المجال المصرفي
انضم في العام 1987 إلى البنك الفلسطيني في واشنطن قبل أن يصبح ممثلاً لصندوق النقد الدولي القدس بين العامين 1995 و2001. وخلال توليه هذا المنصب، اشرف على الإصلاحات المالية للسلطة الفلسطينية قبل أن يصبح وزيراً، وذلك بعد فترة عمل قصيرة في البنك العربي كرئيس لمجلس إدارته في الضفة الغربية، شخصية عملية يحظى بإحترام الغرب لجهوده في مكافحة الفساد.

### دخوله السياسة

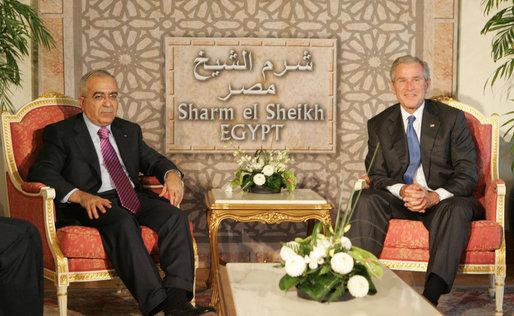
مع الريئيس الأمريكي جورج بوش، 2008، شرم الشيخ ، مصر

هو سياسي مستقل ترشح في الإنتخابات التشريعية في يناير 2006، وكونه لا ينتمي لا إلى فتح ولا إلى حماس، انتخب على قائمة الطريق الثالث التي يترأسها هو مع النائبة والناشطة في مجال الدفاع عن الحقوق المدنية حنان عشراوي كما أنه يحظى بدعم الإدارة الأمريكية ونال ثقة الحكومات الإسرائليلة المتعاقبة.

### وزير المالية الفلسطيني
تولى وزارة المالية من العام 2002 وحتى 2005، وبعد ذلك في حكومة الوحدة الوطنية التي شكلت في مارس 2007 وأقالها الرئيس الفلسطيني محمود عباس الخميس 14 يونيو 2007. وخلال سنوات توليه وزارة المالية، أطلق سلسلة من الإصلاحات لضمان مزيد من الشفافية في إدارة المال العام ولمكافحة الفساد داخل السلطة الفلسطينية.
طمأنت جهوده الدول المانحة لدرجة اقنعتها بتحويل التبرعات مباشرة إلى السلطة الفلسطينية بدلاً من تحويلها عبر المنظمات غير الحكومية، إلا أن هذه الجهود تسببت في خلافات بينه وبين رئيس الوزراء الفلسطيني السابق أحمد قريع.

### استقالته من وزارة المالية
استقال من منصبه في نوفمبر 2005 في خطوة قالت المصادر إنها جائت نتيجة غضبه وإحباطه من زيادة إنفاق حكومة أحمد قريع من دون موافقته.حيث أن الفساد الذي كان موجود أيام تزعم قيادات حركة فتح مناصب إدارية وغير إدارية مما ساهم بعدم كشف هذه التصرفات إلى أن جاء الدكتور فياض إلى الحكومة. عاد واختاره عباس لتولي وزارة المالية في حكومة الوحدة الوطنية التي تشكلت في مارس 2007 عقب اتفاق لتقاسم السلطة بين حركتي فتح وحماس.
الأستقالة من وزراة المالية لم تكن من أجل الفساد ولكن كانت بسبب ترشح فياض للأنتخابات حيث استقالته من منصبه شرط لترشح للإنتخابات وكانت الإستقالة مع مجموعة من الوزراء لنفس السبب.

## رئيس حكومة الطوارئ
في 15 يونيو 2007 كلفه الرئيس محمود عباس بتشكيل حكومة الطوارئ فلسطينية. وقد شكل الحكومة وأدت اليمين الدستوري أمام الرئيس محمود عباس في 17 يونيو 2007 في مقر الرئاسة في رام الله. لتصبح سلطة أمر واقع محدودة على مناطق الضفة الغربية الواقعة تحت السيطرة الفلسطينية وبدعم من الاحتلال الإسرائيلي وأمريكا، وهي حكومة غير شرعية حيث لم تحظ بمنح الثقة من المجلس التشريعي الفلسطيني وتخالف مواد القانون الأساسي الفلسطيني ومنها المادة 79 التي تحذر على الوزارء ممارسة أي مهام دون منح الثقة من المجلس التشريعي حيث تقول: «لا يجوز لرئيس الوزراء أو لأي من الوزراء ممارسة مهام منصبه إلا بعد الحصول على الثقة به من المجلس التشريعي».

## استقالته من رئاسة الحكومة
قدم رئيس الحكومة الفلسطينية سلام فياض مساء السبت استقالته إلى الرئيس الفلسطيني محمود عباس الذي قبلها وكلفه تسيير الأعمال بانتظار تشكيل حكومة جديدة، وذلك في ختام تجاذب شديد بينه وبين حركة فتح التي يترأسها عباس.
ولم يستغرق الاجتماع الذي عقد بين عباس وفياض مساء السبت سوى 30 دقيقة. واصدرت الرئاسة الفلسطينية بياناً عقب الاجتماع جاء فيه «استقبل الرئيس محمود عباس مساء اليوم السبت في مقر الرئاسة برام الله رئيس مجلس الوزراء سلام فياض، وخلال الاجتماع قدم رئيس الوزراء إلى السيد الرئيس استقالته من منصبه».وتابع البيان «اعرب فياض عن عميق تقديره لثقة الرئيس والدعم اللامحدود الذي قدمه لعمل الحكومة خلال السنوات الماضية».
واضاف البيان أن الرئيس الفلسطيني أكد «ثقته العالية بفياض»، مشيراً «إلى ما حققته الحكومة من إنجازات استثنائية في خدمة المشروع الوطني، وبناء مؤسسات دولة فلسطين المستقلة في أوقات صعبة، شاكراً له جهوده وعمله الدؤوب وشاكراً وزراء الحكومة على عملهم».
وابلغ الرئيس عباس «فياض قبول استقالته، وطلب منه تسيير أعمال الحكومة إلى حين تشكيل حكومة جديدة».
وكان مصدر رسمي فلسطيني قال قبلا لفرانس برس طالباً عدم كشف هويته ان «فياض قال انه لن يبقى رئيساً للحكومة ولو طالبه الكون كله بالبقاء».
واوضح أن «فياض قدم اصلاً طلباً إلى الرئيس الفلسطيني محمود عباس باعفائه من مهامه في الثالث والعشرين من شباط/فبراير الماضي على خلفية التظاهرات والتصريحات المناهضة له ولسياسته».
واعتبرت حركة حماس التي تحكم قطاع غزة قبول عباس استقالة رئيس وزرائه شأناً «داخلياً» نتيجة «خلافات» فياض مع حركة فتح متهمة اياه بإغراق الشعب الفلسطيني في الديون المالية.وقال سامي أبو زهري المتحدث باسم حماس لوكالة فرانس برس «أن استقالة فياض موضوع داخلي مرتبط بالخلافات بين فتح وفياض، وهو ما عبر عنه المجلس الثوري لفتح».
واضاف أبو زهري «فياض يغادر الحكومة بعد أن أغرق شعبنا بالديون، وحركة فتح تتحمل المسؤولية عن ذلك لانها هي التي فرضته على الجميع منذ البداية».
وبعد أن أكد أن حركة حماس التي تسيطر على قطاع غزة منذ ست سنوات تقريباً «جاهزة لتنفيذ اتفاق المصالحة حينما تكون فتح جاهزة للالتزام بالكامل بالاتفاق»، اوضح أبو زهري أن «هذا التطور (استقالة فياض) غير مرتبط بملف المصالحة الفلسطينية».ولم يعلق المسؤولون الإسرائيليون على استقالة فياض.
واتصل وزير الخارجية الاميركي جون كيري مساء الجمعة بالرئيس الفلسطيني وطلب منه تطويق ازمة استقالة فياض من منصبه وحل الإشكال.
وثار الخلاف بين الرجلين حول استقالة وزير المالية نبيل قسيس في الثاني من آذار/مارس التي قبلها فياض لكن الرئيس عباس رفضها.وجاء في بيان للمجلس الثوري لحركة فتح الجمعة الماضي «إن سياسات الحكومة الفلسطينية الحالية مرتجلة ومرتبكة في الكثير من القضايا المالية والاقتصادية».
وقبل تعيين قسيس في ايار/مايو 2012، كان فياض وزيراً للمالية إلى جانب منصبه رئيساً للحكومة.وقد تؤدي استقالة فياض المدعوم من المجموعة الدولية لإقامة مؤسسات قادرة على إدارة شؤون دولة، إلى نسف الاتفاق الذي اعلنه كيري مع المسؤولين الإسرائيليين والفلسطينيين «لتشجيع التنمية الاقتصادية في الضفة الغربية».ويقول عدد من الوزراء أن السلطة الفلسطينية التي تواجه صعوبات مزمنة على صعيد الميزانية، تشهد «اسوأ ازمة مالية» منذ قيامها في 1994.واستنكر عضو اللجنة المركزية لحركة فتح عزام الأحمد السبت التصريحات الأميركية الأخيرة حول استقالة فياض، معتبراً أنها «تدخل سافر» في الشؤون الفلسطينية.وقال الأحمد لوكالة فرانس برس «نستنكر تصريحات ممثل وزارة الخارجية الأميركية في لندن حول ما اثير من لغط بشأن استقالة رئيس الوزراء سلام فياض».
وعبر الأحمد عن شعوره «بالمهانة والخجل جراء هذا التدخل السافر في الشؤون الداخلية الفلسطينية»، مشيراً إلى أن «الولايات المتحدة تتدخل في الشؤون العامة لمختلف دول العالم ولكن ليس على هذا النحو الذي يبعث على المهانة».وكان ممثل لوزارة الخارجية الأميركية قال الخميس في لندن أن فياض لن يستقيل من منصبه، وقال «انه باق (في منصبه) على حد علمي».

## وصلات خارجية
- سلام فياض  على فيسبوك.
- «حكومة فياض تؤدي اليمين الدستورية دون مصادقة 'التشريعي'»، موقع الجزيرة نت، 17 يونيو 2007.